# Mieczysław Krauze
Mieczysław Franciszek Krauze (ur. 2 grudnia 1924 w Dąbrowie Górniczej zm. 27 czerwca 2023 w Katowicach) – polski lekarz, profesor nauk medycznych, profesor Śląskiego Uniwersytetu Medycznego w Katowicach, w latach 1969–1972 był dziekanem Wydziału Lekarskiego Śląskiej Akademii Medycznej w Katowicach, specjalista w zakresie pediatrii i neurologii dziecięcej.

## Życiorys
W 1953 ukończył studia w Śląskiej Akademii Medycznej w Katowicach. Od 1956 pracował w macierzystej uczelni. W 1960 uzyskał stopień naukowy doktora, w 1966 stopień naukowy doktora habilitowanego. Od 1969 kierował II Katedrą i Kliniką Pediatrii ŚAM. W 1972 uzyskał tytuł naukowy profesora nauk medycznych. Był inicjatorem programu budowy Instytutu Pediatrii w Katowicach Ligocie, dyrektorem Instytutu Pediatrii w Budowie (1989–1996), który został przekształcony w Śląskie Centrum Zdrowia Dziecka i Matki – Szpital Kliniczny nr 6.
W latach 1969–1972 był dziekanem Wydziału Lekarskiego Śląskiej Akademii Medycznej.
Opublikował ponad 150 prac naukowych. W badaniach skupiał się na zagadnieniach „schorzeń ośrodkowego układu nerwowego u dzieci, chorób zapalnych i zwyrodnieniowych mózgu, wczesnej diagnostyce nadciśnienia śródczaszkowego u niemowląt, wczesnej diagnostyce i rehabilitacji mózgowego porażenia dziecięcego, wpływie skażeń przemysłowych na zdrowie dzieci w Górnośląskim Okręgu Przemysłowym”.
Był konsultantem wojewódzkim  ds. pediatrii (od 1976).
Należał do Komitetu Nauk Neurologicznych PAN. W latach 1974–1978 był wiceprzewodniczącym Zarządu Głównego Polskiego Towarzystwa Pediatrycznego.
W PRL został odznaczony Złotym Krzyżem Zasługi, Krzyżem Kawalerskim i Krzyżem Komandorskim Orderu Odrodzenia Polski oraz Medalem Komisji Edukacji Narodowej, odznaką "Zasłużony Nauczyciel PRL", brązowym medalem "Za zasługi dla obronności kraju".